# Papinsaari (ö i Finland, Egentliga Tavastland, Tavastehus, lat 60,99, long 24,68)
Papinsaari är en ö i Finland. Den ligger i sjön Sääjärvi och i kommunen Janakkala i den ekonomiska regionen  Tavastehus ekonomiska region  och landskapet Egentliga Tavastland, i den södra delen av landet, 90 km norr om huvudstaden Helsingfors.

## Klimat
Trakten ingår i den boreala klimatzonen. Årsmedeltemperaturen i trakten är 2 °C. Den varmaste månaden är juli, då medeltemperaturen är 17 °C, och den kallaste är januari, med −14 °C.